# Phanera
Phanera es un género de plantas con flores de la familia de las leguminosas o Fabaceae. Comprende 108 especies descritas y de estas, solo 5 aceptadas.

## Taxonomía
El género fue descrito por João de Loureiro  y publicado en Flora Cochinchinensis 1: 37–38. 1790.

## Especies
A continuación se brinda un listado de las especies del género Phanera aceptadas hasta agosto de 2012, ordenadas alfabéticamente. Para cada una se indica el nombre binomial seguido del autor, abreviado según las convenciones y usos.
- Phanera aherniana (Perkins) de Wit
- Phanera flexuosa (Moric.) L.P. Queiroz
- Phanera foraminifera (Gagnep.) de Wit
- Phanera microstachya (Raddi) L.P. Queiroz
- Phanera outimouta (Aubl.) L.P. Queiroz